# Bledius wudus
Bledius wudus är en skalbaggsart som beskrevs av Herman 1983. Bledius wudus ingår i släktet Bledius och familjen kortvingar. Inga underarter finns listade i Catalogue of Life.